# Piotr Ładanow
Piotr Fiodorowicz Ładanow (ros. Пётр Фёдорович Ладанов, ur. 27 sierpnia 1904, zm. 10 stycznia 1989) – radziecki działacz państwowy i partyjny.

## Życiorys
Od 1928 należał do WKP(b), w 1936 ukończył Leningradzki Instytut Technologiczny, w latach 1943-1947 wykładowca w instytucjach szkoleniowych NKGB/MGB ZSRR, a w latach 1947-1949 sekretarz biura WKP(b) Leningradzkiej Szkoły MGB ZSRR. Od 1949 do lipca 1950 I sekretarz Kujbyszewskiego Komitetu Rejonowego WKP(b) w Leningradzie, od 18 lipca 1950 do 15 czerwca 1954 przewodniczący Komitetu Wykonawczego Leningradzkiej Rady Miejskiej, od 14 października 1952 do 14 lutego 1956 zastępca członka KC KPZR. W latach 1955–1956 szef Zarządu Lenobłpromstroja. Następnie w latach 1956-1967 przewodniczący Komitetu Wykonawczego Wyborskiej Rady Miejskiej, między 1967 a 1985 dyrektor Muzeum Krajoznawczego w Wyborgu, od 1985 na emeryturze. Deputowany do Rady Najwyższej ZSRR IV kadencji.